# Форконтумац
Форконтумац (серб. Форконтумац / Forkontumac) — річковий острів, розташований на Дунаї, на схід від Белграда і на північ від сусіднього острова Чаклянац. Два острови є найпівденнішою частиною Панчево. Острів має площу 391,7 га. Гирло Тімішу розташоване на північ від Форконтумаца.

## Назва
Назва острова відноситься до колишньої карантинної станції в місті, побудованої на початку 18 століття. Старий термін Контумаш використовувався як синонім карантину. У 1813 році одним із найвідоміших гостей на острові був Вук Караджич, який залишився тут на кілька тижнів. Німецька назва Vorkontumac означала «станція перед сидінням». Ця станція знаходилася біля гирла Тіміша.

## Природне оточення
Більше 50 відсотків острова займає незаймана природа, що складається з густих лісів. Форконтумац є важливим місцем проживання багатьох видів птахів.

## Курорт
На західній частині острова розташоване селище вихідного дня з близько 400 котеджів, якими влітку  користуються переважно городяни. Назва цього курорту Бела Стена означає біла скеля. Білий піщаний пляж зробив його популярним з сімдесятих років минулого століття. У спекотні дні пляж відвідують тисячі осіб.

## Галерея

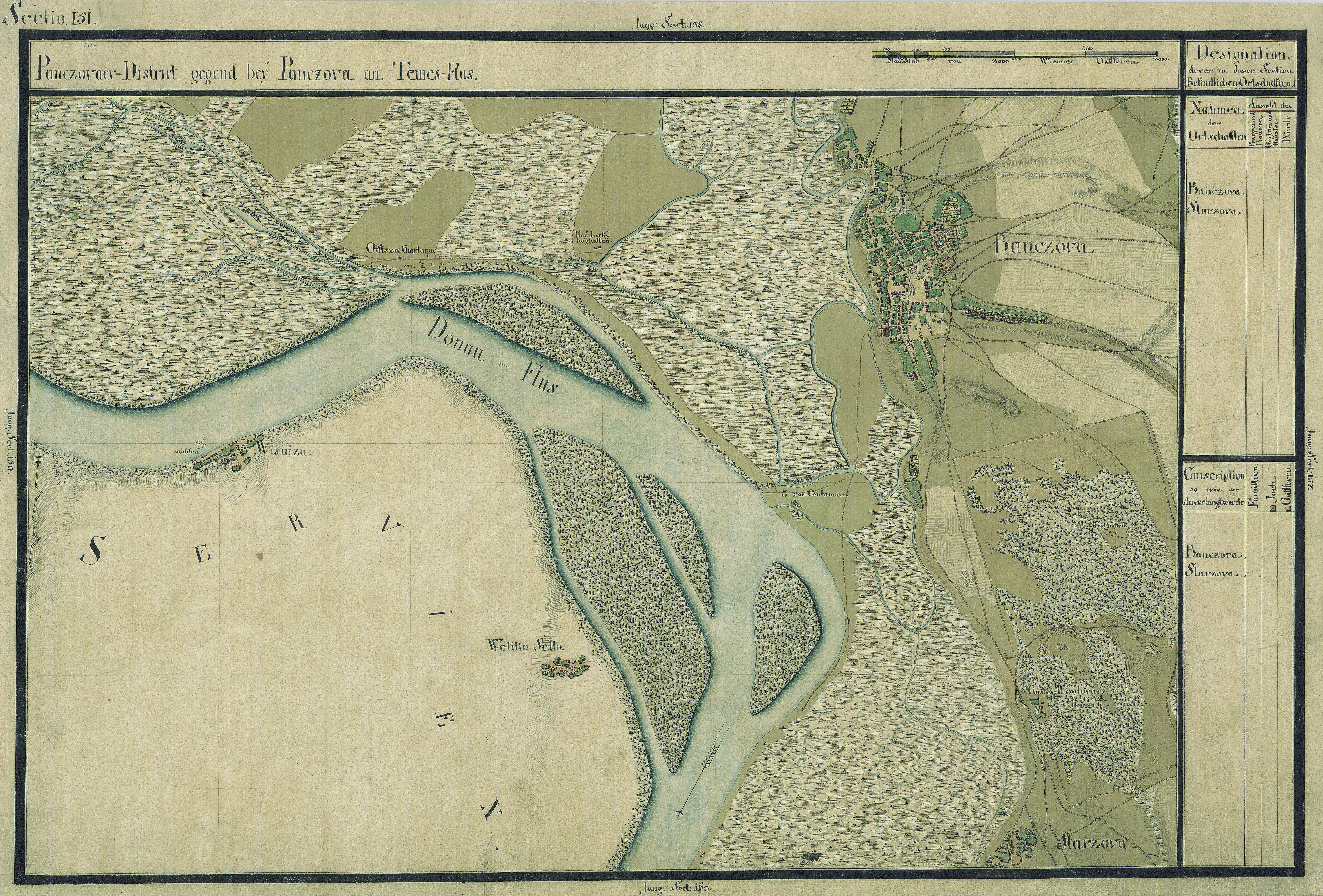
Австрійська карта Панчево та його околиць часів Марії Терезії
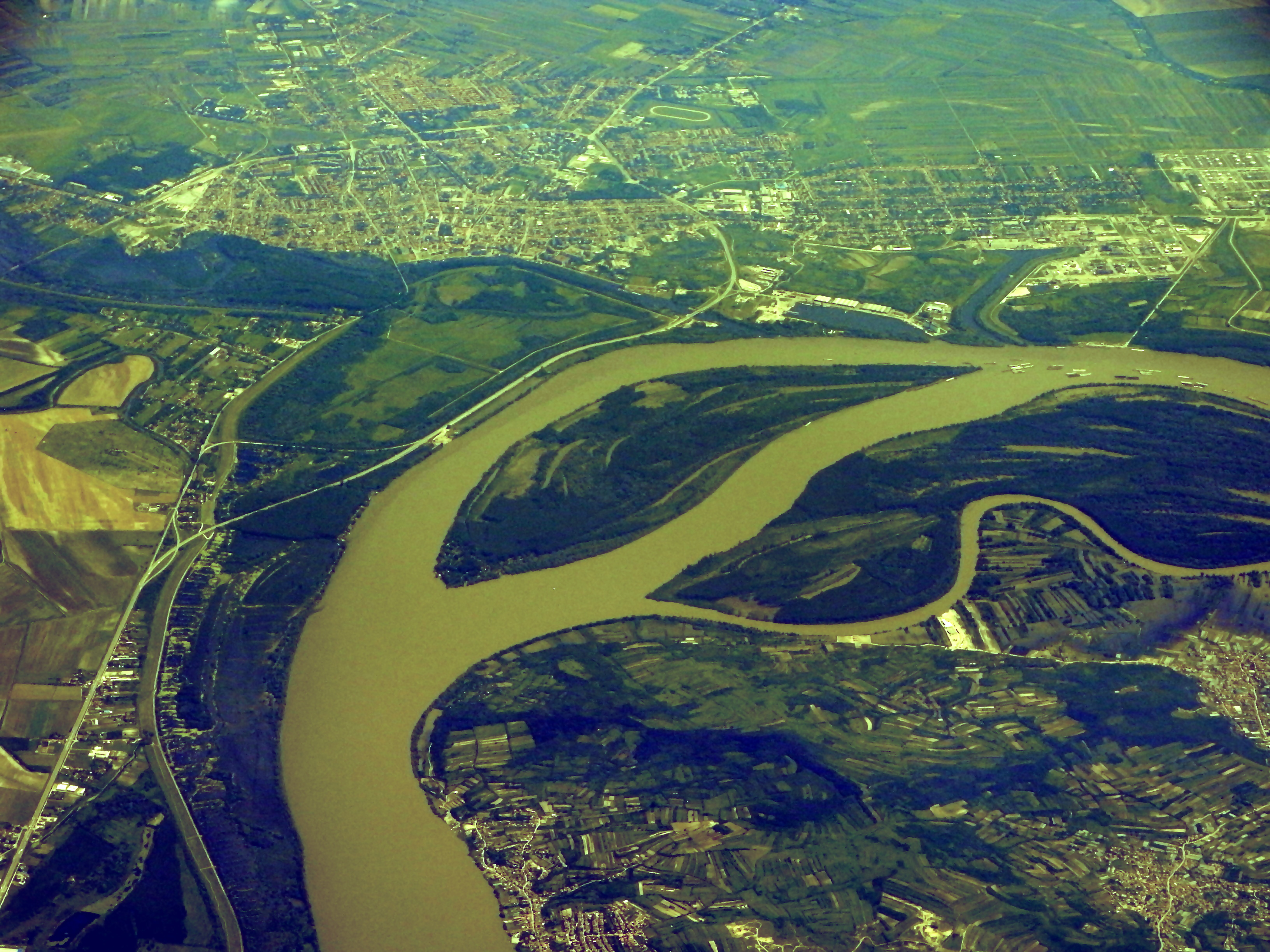
Вид на острів
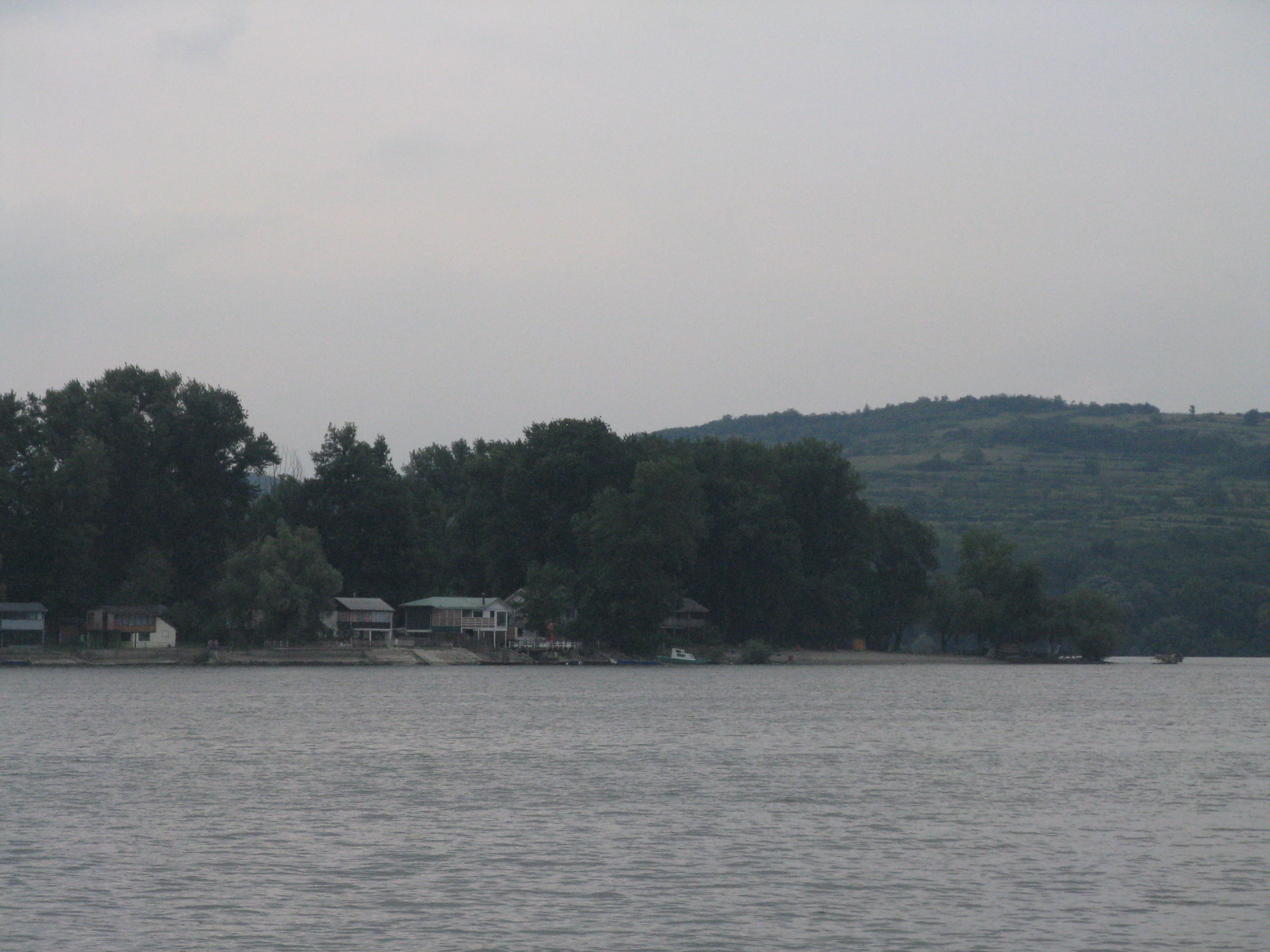
Бела стена
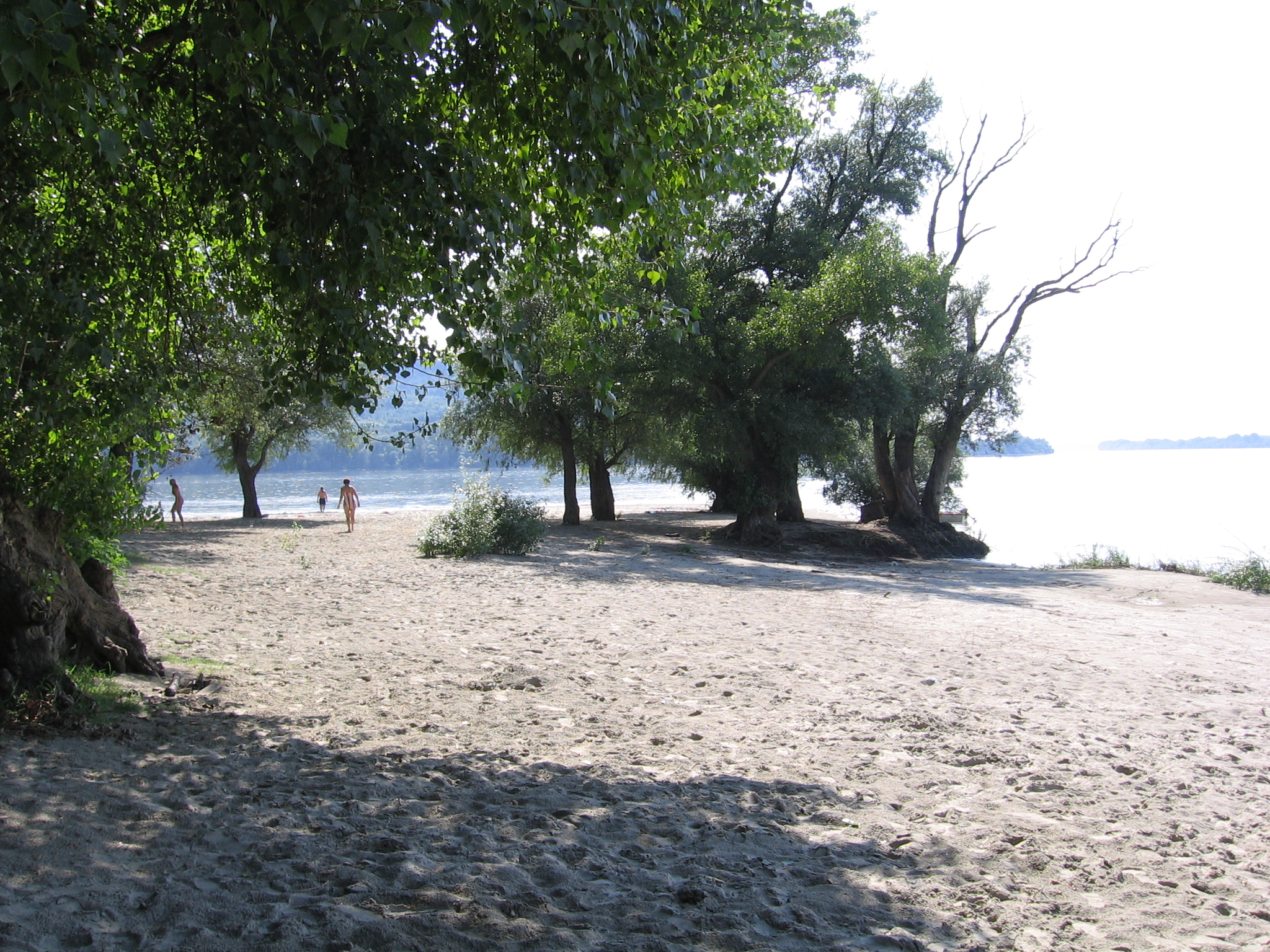
Пляж Бела Стена